# Demetrio Lozano
Demetrio Lozano Jarque, född 26 september 1975 i Alcalá de Henares, är en spansk handbollstränare och före detta spelare. Han är högerhänt och spelade som försvarare, i anfall som vänsternia. Han spelade totalt 223 landskamper för Spaniens landslag och gjorde 462 mål.
Han var med och tog brons i samband med OS 1996 i Atlanta, brons i samband med OS 2000 i Sydney och brons i samband med OS 2008 i Peking.

## Klubbar

### Som spelare
- Juventud Alcalá (1993–1995)
- CB Ademar León (1995–1998)
- FC Barcelona (1998–2001)
- THW Kiel (2001–2004)
- Portland San Antonio (2004–2007)
- FC Barcelona (2007–2010)
- BM Aragón (2010–2016)

### Som tränare
- BM Aragón (2014–2016)